# Andrea Maria Erba
André Maria Erba B (Biassono, Provìncia de Monza, Italia, 1 de janeiro 1930 – Velletri, 21 de maio de 2016) é um bispo católico italiano.
Foi o Bispo-emérito da Diocese suburbicária de Velletri-Segni

## Biografia
Nascido em Biassono (MB), na Itàlia em 1 de janeiro de 1930, foi ordenado padre Barnabita em 17 de março de 1956.
Foi eleito bispo de Velletri-Segni e consagrado pelas mãos do Papa João Paulo II em 6 de janeiro de 1989, e renunciou ao cargo em 28 de janeiro de 2006.
Hoje, Dom André fez parte de Congregação para as Causas dos Santos.
Depois seu retiro, sempre teve residencia na Casa Generalícia dos Barnabitas. Foi hospitalizado em april 2016 e faleceu em 21 de maio seguinte.

## Curiosidades
A diocese de Velletri-Segni era a Sé titular do cardeal Joseph Ratzinger. Foi por isso que quando se tornou Papa Bento XVI ele quis que Dom André fosse o primeiro bispo a beijar o anel do papa quando ele tomou posse no Vaticano.

## Outras imagens

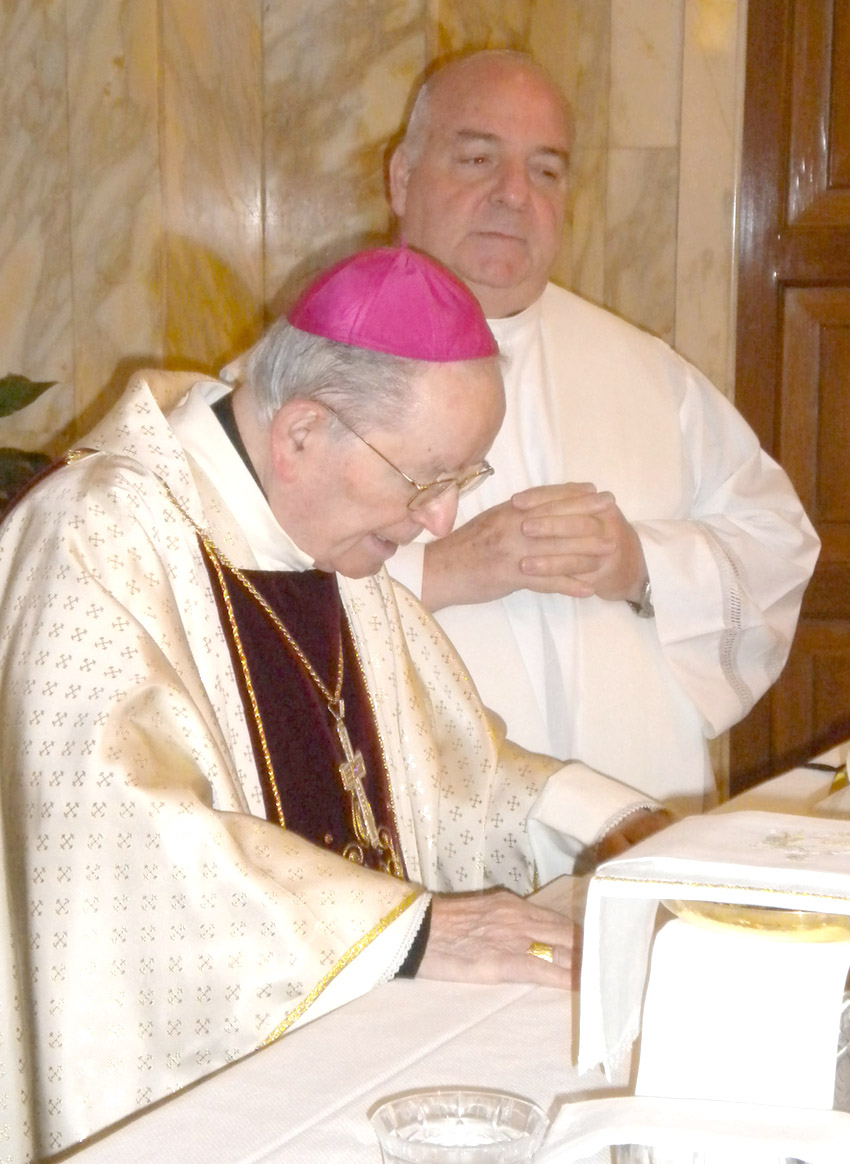
Dom André, na missa de Todos-os-Santos de 2009, com o Barnabita MIguelito Ferrara, do Rio de Janeiro.